# La Godinette
Pour l’article homonyme, voir La Godinette (groupe).
La Godinette est une chanson paillarde française traditionnelle, d'origine bretonne. Le terme « godinette » peut évoquer une relation sexuelle impromptue de peu d'importance (la godinette = « la bagatelle ») ou le sexe de l’homme ou de la femme (la godinette = « le petit godet ») .

## Thématique
La chanson explique que Jeannette est sollicitée par François aux fins de relations sexuelles. Après avoir calmé les réticences de la jeune femme, qui a peur de « perdre la croix » (la virginité), le jeune homme parvient à ses fins : le couple se retire dans les bois. En fin de chanson, on apprend qu'à la suite de cette relation, Jeannette est tombée enceinte. La morale de la chanson est qu'une femme peut tomber enceinte même avec « une malheureuse petite fois ».

## Paroles
En raison de son aspect traditionnel remontant à plusieurs siècles, les paroles sont dans le domaine public.
À la lisière du petit bois

Jubilant, jubilo, zizi, pan pan

Toc toc la godinette
 
Jeannette passait une fois
 
Pan jubilant, toc toc la godinois

Elle rencontra le p’tit François
 
Qui s'en allait gauler des noix

L'apercevant, le fin matois
 
Lui dit : « Veux-tu faire avec moi…

Veux-tu faire un tour dans le bois ?
 
J'te montrerai gentil minois »

P’tit François, j'irai ben avec toi
 
Seulement j'ai peur de perdre… — Quoi ?
 
J'ai peur de perdre la croix
 
Car je n’la r’trouv’rai pas je crois

— Attache-la bien, lui dit François
 
Puis ils entrèrent dans le bois
 
Ensuite ils firent pendant trois fois

Le tour des p'tits sentiers étroits

N'ont-ils fait qu'ça ? J’l’ignore, ma foi ;
 
Ils s'en sont pas t'nus là je crois
 
Car entrés à deux dedans le bois
 
L'histoire dit qu'ils revinrent trois

(Moralité)

C'est ennuyeux pour une fois
 
Quand on s'en va gauler des noix

Pour une malheureuse petite fois
 
D'attraper une fluxion d'neuf mois !